# Raatejärvi (sjö i Reisjärvi, Norra Österbotten, Finland)
Raatejärvi eller Raatetjärvi är en sjö i Finland. Den ligger i kommunen Reisjärvi i landskapet Norra Österbotten, i den centrala delen av landet, 400 km norr om huvudstaden Helsingfors. Raatetjärvi ligger 166 meter över havet. Arean är 35,7 hektar och strandlinjen är 4 kilometer lång. Sjön  ingår i Kalajoki älvs huvudavrinningsområde.   Den ligger vid sjöarna Nuoranen och Harjuntakanenjärvi. I omgivningarna runt Raatejärvi växer i huvudsak blandskog. Den sträcker sig 1,6 kilometer i nord-sydlig riktning, och 0,9 kilometer i öst-västlig riktning.